# GSC8143-3244
GSC8143-3244 — хімічно пекулярна зоря спектрального класу Si, що має видиму зоряну величину в смузі V приблизно  8,9.